# Bischheim
Bischheim är en kommun i departementet Bas-Rhin i regionen Grand Est (tidigare regionen Alsace) i nordöstra Frankrike. Kommunen ligger i kantonen Bischheim som tillhör arrondissementet Strasbourg-Campagne, och ingår i Strasbourgs storstadsområde. År 2022 hade Bischheim 18 289 invånare.

## Geografi

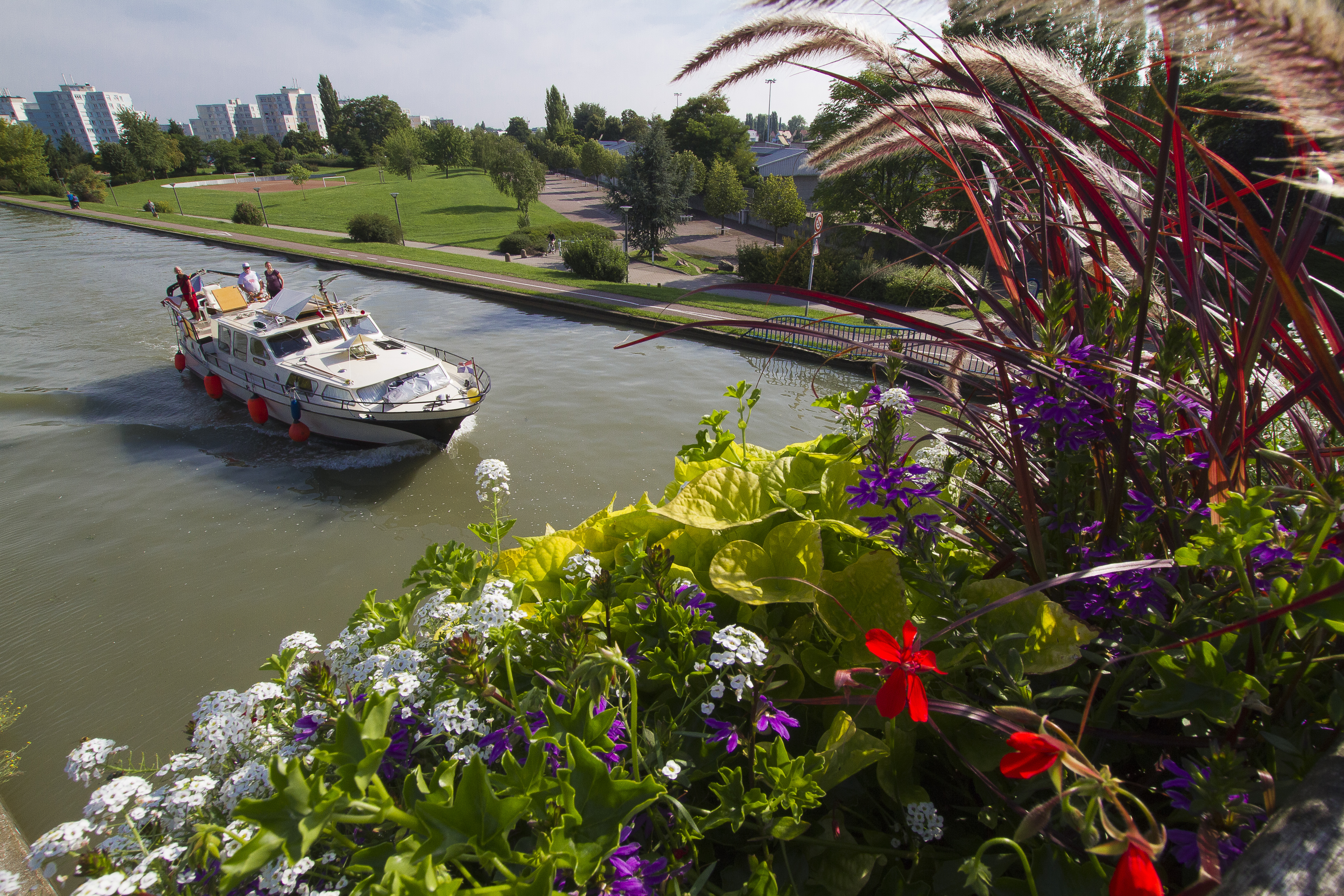

Orten ingår i staden Strasbourgs storstadsområde.

## Historia

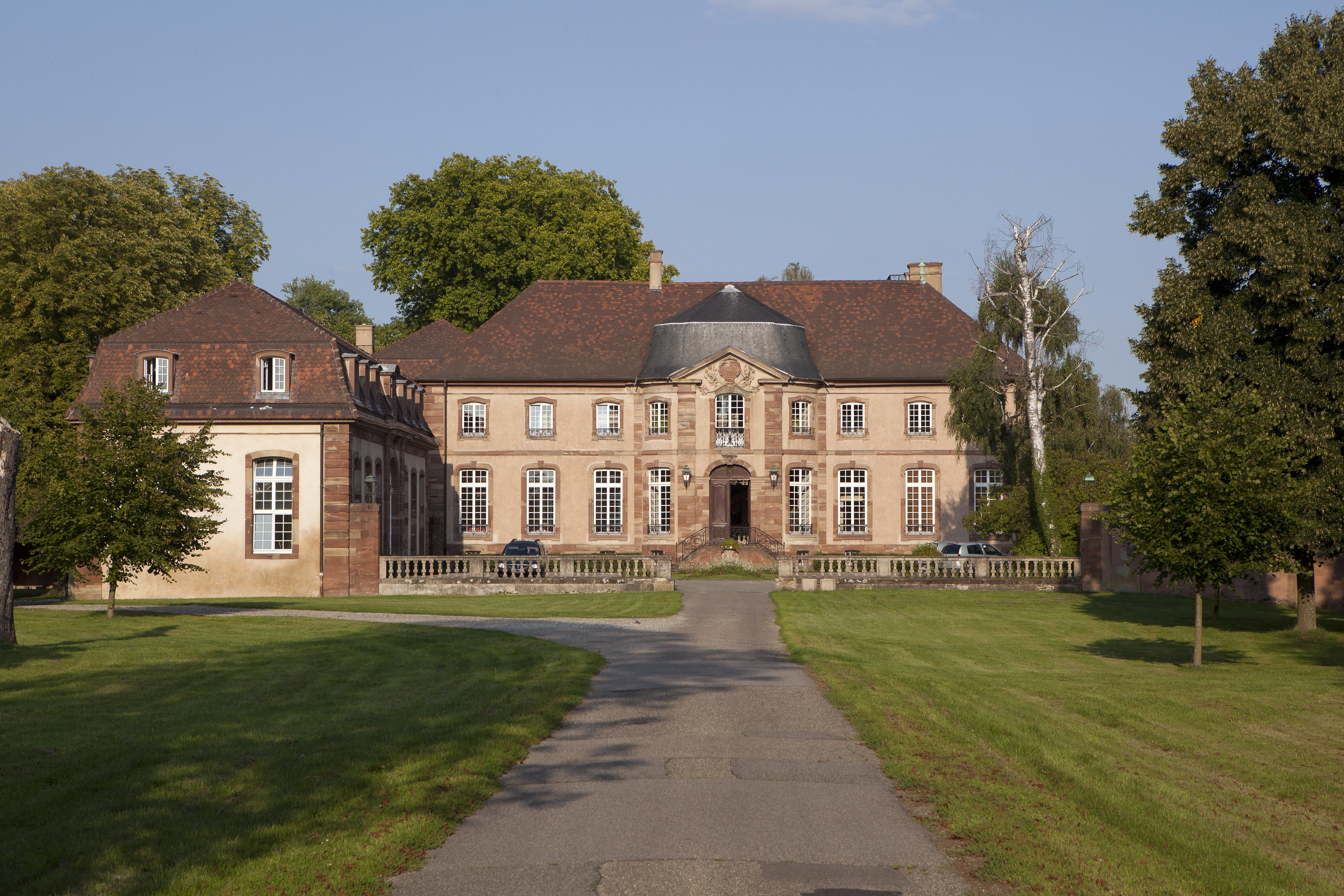
Château de la Cour d’Angleterre.

Arkeologiska utgrävningar på plats indikationer mänsklig närvaro med bland annat kemikföremål alltsedan yngre stenåldern (4000 f- Kr. - 2000 f. Kr.). Från och med bronsåldern (1800 f. Kr. - 800 f. Kr.) bestod fasta bosättningar från kelternas, romarnas, alemannernas och frankernas respektive tidsåldrar.
Första gången ortens aktuella namn påträffats var under tidig medeltid under den frankiske kungen Klodvig I:s styre. Från 1100-talet löd orten under Strasbourgs biskopssäte, men under resten av medeltiden präglades den av centraleuropeisk feodaltid i fråga om administration och styre, vilket varade fram till Franska revolutionen 1789.
Under reformationen, då protestantismen svepte över norra Europa, kvarstod orten i katolsk lojalitet. Om det vittnar den tysk-romerske kejsaren Karl V, som i ett brev beskriver hur han undvek att vistas i Strasbourg, vars stadsstyre för tillfället präglades betydligt av reformationen, för att inte "tillbringa natten i detta heretiska samhälle", utan i stället förlade vilan hos borgmästaren av Bischeim. I officiella rullar räknades dock orten som protestantisk 1555 enligt villkoren Cuius regio, eius religio i Religionsfreden i Augsburg. Religionsstriderna fortsatte under Trettioåriga kriget och intensifierades bitvis under besittningsväxlingar mellan Tyskromerska riket och Frankrike.
Bischeim, som bland annat länge hyst en andel judisk befolkning med egen synagoga sedan hundratals år, drabbades svårt under Andra världskriget. På grund av svår förstörelse fick stora delar av bostadsorten återuppbyggas efter kriget, något som än i dag präglar stadsbilden i området.
I religiöst avseende präglas Bischeim i nutid av fredlig samvaro mellan judendom, katolicism och protestantism.

## Demografi
Bischheim är den sjunde folkrikaste kommunen i departementet Bas-Rhin och tionde i hela Alsace.
Antalet invånare i kommunen Bischheim
| Referens: INSEE |